# Клементовский, Иван Васильевич
Иван Васильевич Клементовский (1784 или 1790 — 3 (15) мая 1829) — русский врач. Отец врача А. И. Клементовского (1822—1882).

## Биография
Родился в Рязанской губернии в семье врача. Дед его был священником, поэтому внук первоначальное образование получил в Рязанской духовной семинарии, окончив которую в 1805 году он поступил в Санкт-Петербургскую медико-хирургическую академию. После открытия московского отделения Академии в 1809 году перешёл туда и в августе 1810 года окончил курс кандидатом медицины и хирургии.
Сначала практиковал в Главном московском госпитале, где летом 1811 года был утверждён лекарем 1-го отделения. С декабря 1811 года по ноябрь 1819 года служил в московской Голицынской больнице, где обратил на себя внимание как искусный врач. В 1812 году выполнил трудное при перевязочных средствах того времени поручение переправить раненых офицеров в Ярославль и Казань.
В апреле 1817 года защитил докторскую диссертацию и в мае 1818 года был назначен адъюнкт-профессором московского отделения медико-хирургической академии по кафедре анатомии и физиологии; в 1825 году утверждён ординарным профессором по той же кафедре. Кроме того, Клементовский некоторое время читал акушерство, судебную медицину и медицинскую полицию, а с 1819 года до конца жизни был профессором акушерства в Повивальном институте при Московском опекунской совете.
Клементовский пользовался большой известностью как врач-практик; с февраля 1821 года он был младшим городским акушером, а с сентября 1823 года — старшим городским акушером. Помимо диссертации, публиковал научные работы в специальных изданиях.
Умер 3 мая 1829 года в Москве, похоронен рядом с женой Александрой Никитичной (1786 — 09.04.1825) на Даниловском кладбище; могила утрачена.

## Награды
- Орден Святой Анны 2-й степени[1].
- Орден Святого Владимира 4-й степени[1].